# 豊田市立猿投台中学校
豊田市立猿投台中学校（とよたしりつ さなげだいちゅうがっこう）は、愛知県豊田市青木町にある公立中学校。

## 沿革
- 1947年（昭和22年） - 西加茂郡猿投村立南部中学校として開校。
- 1953年（昭和28年） - 町制施行により、猿投町立南部中学校となる。
- 1967年（昭和42年） - 猿投町が豊田市に編入され、豊田市立猿投台中学校と校名変更。
- 1986年（昭和61年） - マンモス化により豊田市立井郷中学校が分離。

## 通学区域
以下の小学校区。
- 豊田市立青木小学校
- 豊田市立西広瀬小学校

両校はそれぞれ離れた位置にあるという珍しい学区編成となっている。

## 周辺
- 名鉄三河線 猿投駅
- 愛知県立猿投農林高等学校
- 豊田市立青木小学校
- 国道153号
- 愛知県道・岐阜県道11号豊田明智線
- 愛知県道58号名古屋豊田線
- 愛知県道340号細川豊田線
- 愛知県道347号猿投停車場線
- 愛知県道348号西中山越戸停車場線

## 卒業生
- 益荒海幸太（大相撲力士）
- 中村佳広（元プロ野球選手）
- 本村伸子（政治家）